# Richard Platz
Richard Platz (* 24. November 1867 in Chemnitz; † 1. Januar 1933 in Hannover) war ein deutscher Kaufmann und Manager, der über drei Jahrzehnte den internationalen Aufstieg der Hackethal Draht- und Kabelwerke bestimmte. Sein Lebenswerk gilt als eines der bedeutendsten in der elektrotechnischen Spezialindustrie.

## Leben

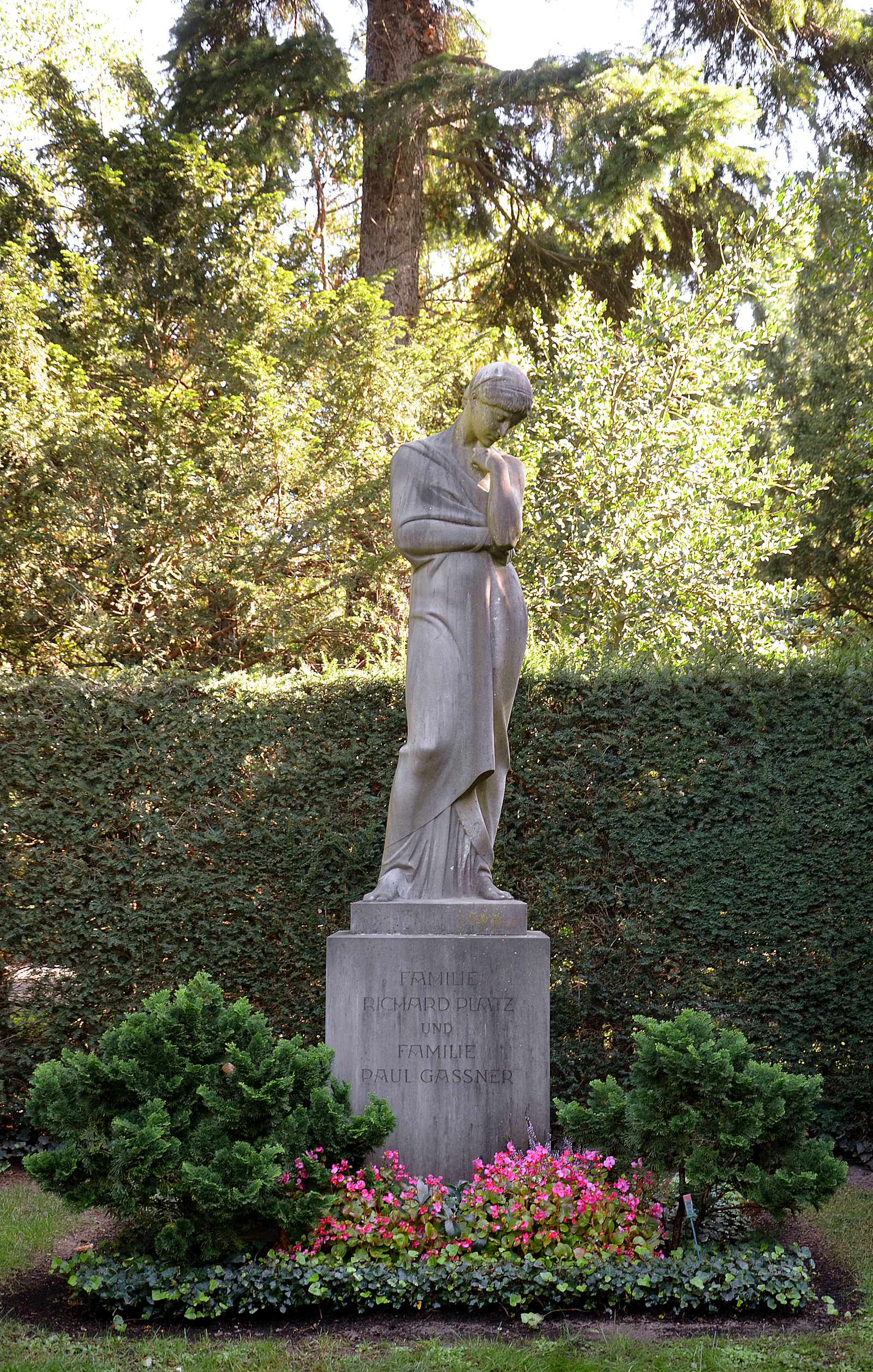
Um 1920 von Oskar Garvens für die Familien Richard Platz und Paul Gassner geschaffenes Grabmal auf dem Stadtfriedhof Engesohde in Hannover

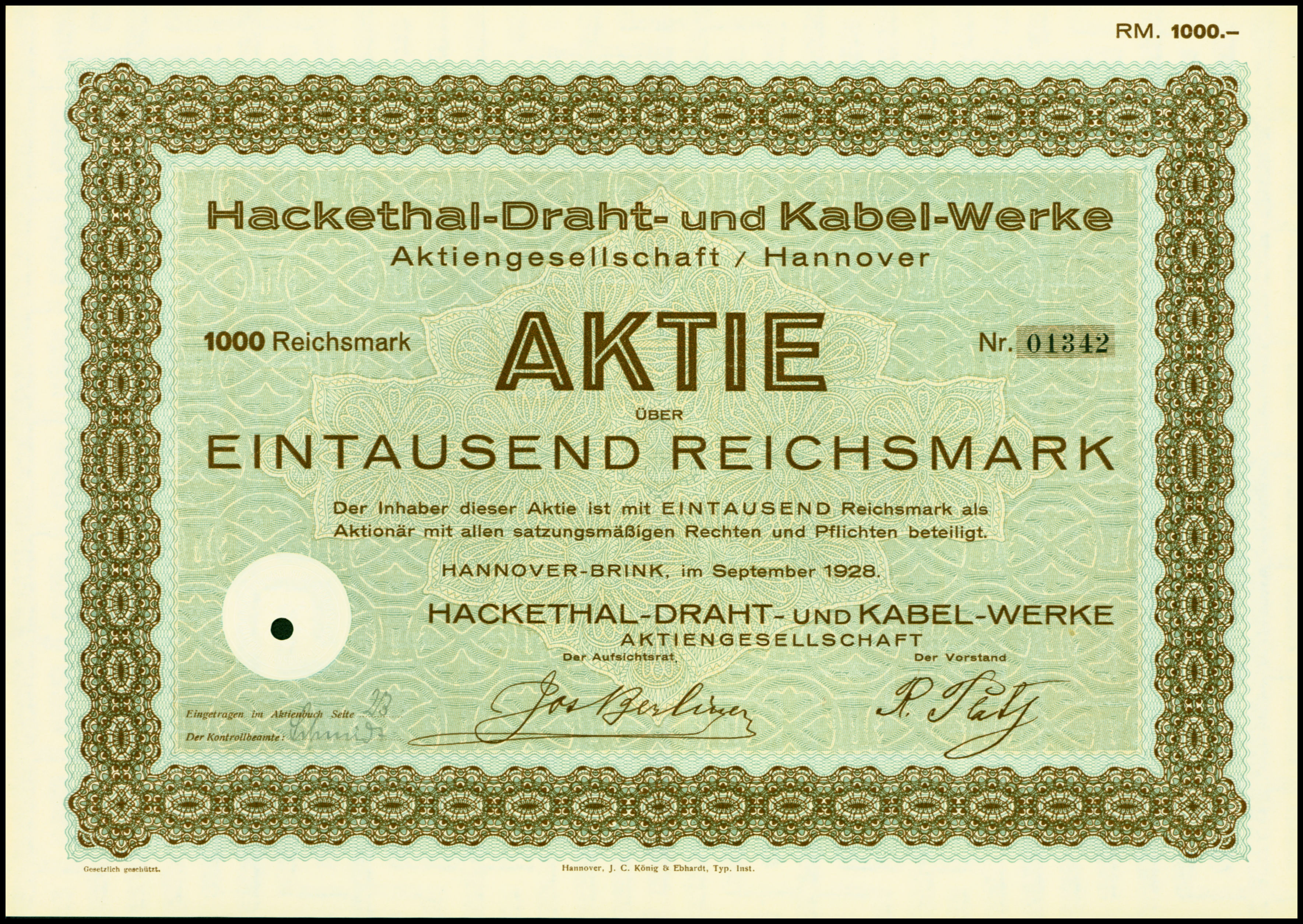
Aktie der Hackethal-Draht- und Kabelwerke AG mit Unterschrift von Joseph Berliner und Richard Platz
Druck von J. C. König & Ebhardt, 1928

Richard Platz wurde im Jahr 1900 Geschäftsführer der von den Brüdern Joseph Berliner und Jacob Berliner gegründete Hackthal-Draht-GmbH in Hannover. Seine Aufgabe war die wirtschaftliche Auswertung der Erfindungen von Louis Hackethal. Nachdem das Unternehmen zunächst an der Kniestraße im (heutigen) Stadtteil Nordstadt, ab 1902 dann an der Nikolaistraße ansässig war, verlegte der Geschäftsführer das Unternehmen nach der Aufnahme ihrer eigenen Produktion 1906 in ein eigenes Fabrikgebäude am Stadtrand, an der Stader Chaussee (die heutige Vahrenwalder Straße) im (heutigen) Stadtteil Brink-Hafen.
Nach der Umwandlung der GmbH in eine Aktiengesellschaft im Jahr 1907 wurde Richard Platz zum alleinigen Vorstand bestimmt, der den Ausbau des Unternehmens zügig vorantrieb: Er gründete 1908 erst eine Drahtzieherei, errichtete 1912 dann ein Walzwerk für Kupfer. Im selben Jahr trat er der Vereinigung Deutscher Starkstromkabelfabrikanten sowie der Brinker Hafengesellschaft bei; er gründete 1914 eine Fabrik für Isolier-Rohre.
Während des Ersten Weltkriegs strebte Richard Platz trotz des kriegsbedingten Rohstoffmangels weiterhin eine Expansion der Hackthal-Werke an. Während der Weimarer Republik erwarb er inmitten der Deutschen Hyperinflation 1922 die Nürnberger Metallwerke.
Zugleich saß Richard Platz als Mitglied der Deutschnationalen Volkspartei von 1921 bis 1924 im Provinziallandtag der Provinz Hannover. Durch sein Engagement in der Industrie- und Handelskammer Hannover wurde er 1923 zum Vizepräsidenten der hannoverschen IHK gewählt und war ab 1926 bis 1931 ihr Präsident, zugleich auch Vorsitzender des IHK-Verbands sowie des Wirtschaftsbundes Niedersachsen-Kassel.
Richard Platz erwarb sich innerbetrieblich Verdienste um die Ausbildung des kaufmännischen Nachwuchses. Als Kaufmann war er jedoch in erster Linie an der Steigerung des Umsatzes interessiert. So baute er, häufig in Form von Tochtergesellschaften, Verkaufsorganisationen in den meisten Ländern der Erde auf.
Richard Platz starb am 1. Januar 1933, kurz vor der „Machtergreifung“ durch die NSDAP.

## Ehrungen
In Anerkennung seiner Verdienste um die deutsche Technik wurde Richard Platz von der Technischen Hochschule Hannover die Ehrendoktorwürde (als Dr.-Ing. E. h.) verliehen.